# Dorville
Pour les articles homonymes, voir Dorville (homonymie) et Dodane.

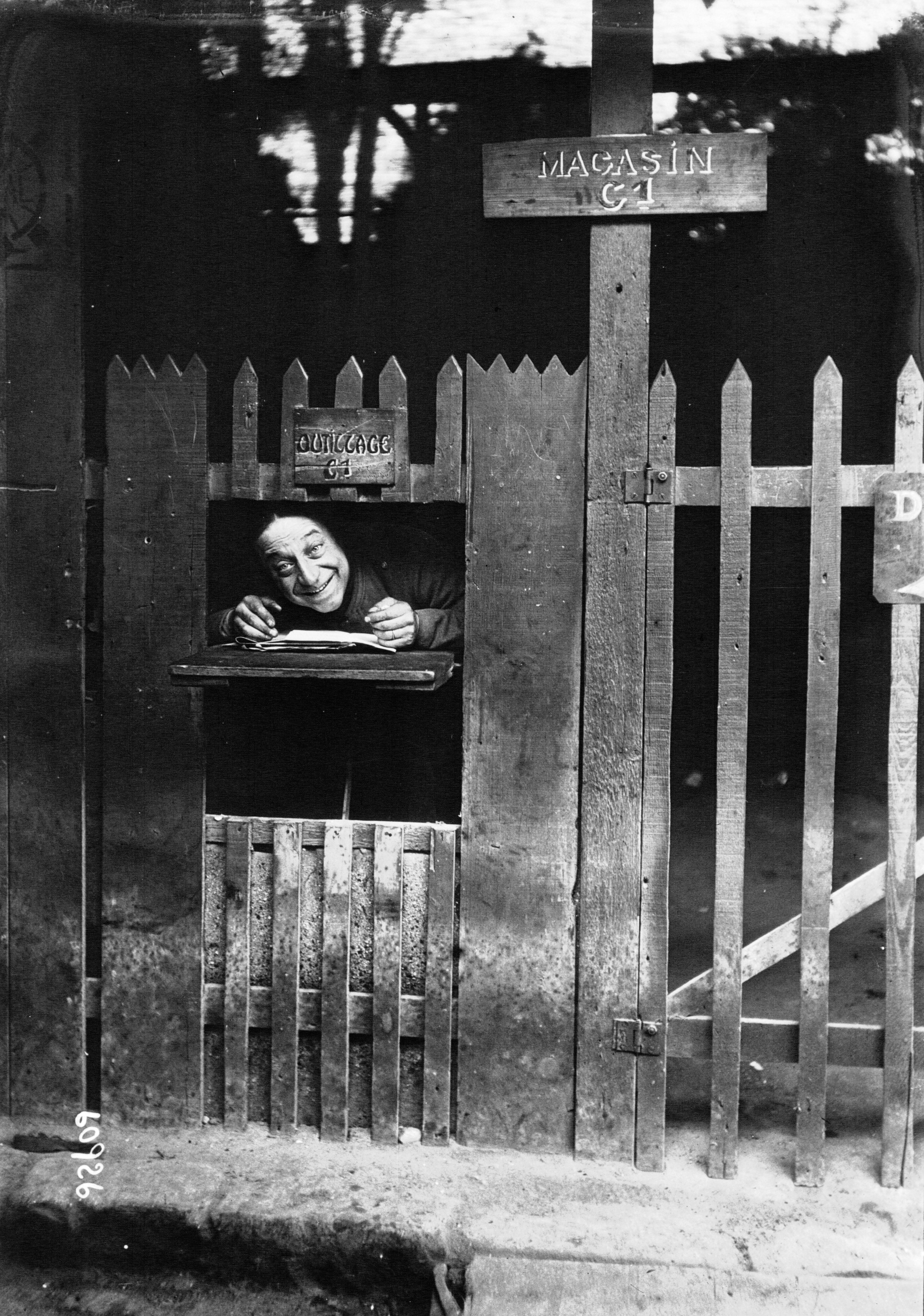
Dorville magasinier au parc automobile de Boulogne (1916)

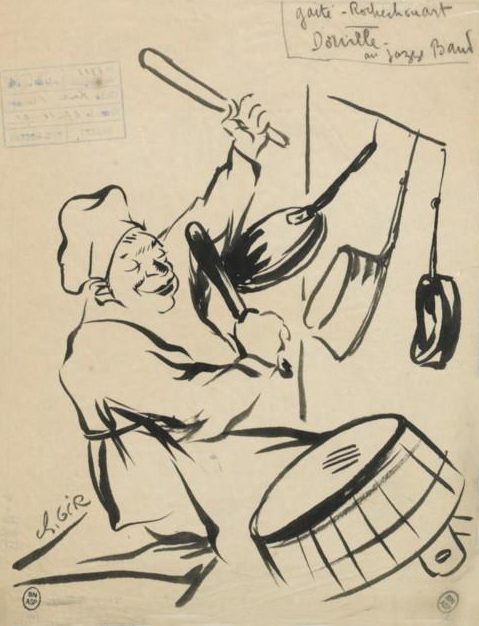
Dorville au Jazz Band de la Gaîté-Rochechouart : caricature de Charles Gir (1921)

Dorville (nom de scène) de son vrai nom Georges-Henri Dodane, est un chanteur comique et acteur français, né le 1er mars 1883 à Paris 3e et mort le 10 août 1940 à Souillac.
Il a eu une fille, Madeleine Dodane, mariée, qui aura un fils, qui lui-même aura deux enfants ; l'ainée est une fille (elle aura deux garçons), le second un garçon (qui aura trois filles et un garçon).

## Biographie
Il participe à plusieurs revues, notamment Cach' ton piano où Dréan tient le rôle principal, et dans laquelle il chante le célèbre Ouin-Ouin. Il joue également le rôle principal de l'opérette Les Aventures du roi Pausole, en 1930, d'Albert Willemetz et Arthur Honegger. Il passe ensuite au cinéma, tenant notamment le rôle de Sancho Panza dans le Don Quichotte de Georg Wilhelm Pabst. Dans Circonstances atténuantes (1939), il chante Comme de bien entendu en compagnie d'Arletty et de Michel Simon.

## Filmographie

### Films muets
- 1917: Une soirée mondaine de Henri Diamant-Berger

### Films parlants
- 1930 : Dorville chauffeur de Charles de Rochefort (court métrage)
- 1931 : Circulez! de Jean de Limur
- 1933 : Don Quichotte de Georg Wilhelm Pabst
- 1934 : 300 à l'heure de Willy Rozier
- 1934 : Sans famille de Marc Allégret
- 1935 : Pluie d'or de Willy Rozier
- 1935 : Le Billet de mille de Marc Didier
- 1936 : Les Deux Gosses de Fernand Rivers
- 1937 : Dunlopillo : coussins et matelas, ce qu'en pensent nos grandes vedettes de Robert Mariaud (court-métrage publicitaire)
- 1937 : Salonique, nid d'espions de Georg Wilhelm Pabst
- 1937 : L'Affaire du courrier de Lyon de Maurice Lehmann et Claude Autant-Lara : Choppart
- 1938 : Le Drame de Shanghaï de Georg Wilhelm Pabst
- 1938 : La Goualeuse de Fernand Rivers
- 1938 : Le Dompteur de Pierre Colombier
- 1939 : Les Otages de Raymond Bernard
- 1939 : Le Veau gras de Serge de Poligny
- 1939 : Entente cordiale de Marcel L'Herbier
- 1939 : Circonstances atténuantes de Jean Boyer
- 1940 : Cavalcade d'amour de Raymond Bernard
- 1941 : L'Enfer des anges de Christian-Jaque

## Opérette
- 1930 : Les Aventures du roi Pausole de Louis Blanche et Albert Willemetz, musique d'Arthur Honegger, Bouffes-Parisiens
- 1933 : Le Garçon de chez Prunier, musique de Joseph Szulc, lyrics et livret de Michel Carré et André Barde, mise en scène d'Edmond Roze, Théâtre des Capucines